# 沃爾沃思鎮區 (明尼蘇達州貝克縣)
沃爾沃思鎮區（英語：Walworth Township）是位於美國明尼蘇達州貝克縣的一個行政鎮區。

## 地方資料
沃爾沃思鎮區的面積為93.90平方千米，當中陸地面積為93.60平方千米，而水域面積為0.30平方千米。根據2020年美國人口普查的數據，當地共有人口101人，而人口密度為每平方千米1.08人。